# Grades de l'armée belge
Cet article donne les grades en vigueur dans les Forces armées belges, conformément à l'arrêté royal du 28 février 2007. 
En tant que chef des armées, le Roi est toujours ex officio titulaire du grade le plus élevé des forces terrestre et aérienne et de la marine.
Les termes en italique sont les appellations utilisées lorsque l'on s'adresse aux différents porteurs de grades concernés. Suivant le règlement en vigueur, en français, par politesse et par respect du prédicat, les militaires subalternes disent « Mon » avant l'appellation des grades d'officiers (« Mon général / colonel / major / commandant / capitaine / lieutenant »), à l'exception des officiers de marine.
Selon les forces et les différentes tenues — il en existe trois : de cérémonie, de sortie ou de travail, de combat ou de campagne — les insignes de grades se portent en divers endroits : au milieu de la poitrine, sur les épaules, aux poignets, etc.

## Force terrestre

### Officiers
| Officiers généraux    | Officiers généraux | Officiers généraux | Officiers généraux   | Officiers généraux  | Officiers généraux | Officiers généraux |
| Rang OTAN             | Insignes           | Insignes           | Désignation          | Désignation         | Abréviation        | Appellation        |
| Rang OTAN             | Insignes           | Insignes           | français             | néerlandais         | Abréviation        | Appellation        |
| --------------------- | ------------------ | ------------------ | -------------------- | ------------------- | ------------------ | ------------------ |
| OF-9                  |                    |                    | Général              | Generaal            | Gen                | « Général »        |
| OF-8                  |                    |                    | Lieutenant général   | Luitenant-generaal  | Lt Gen             | « Général »        |
| OF-7                  |                    |                    | Général-major        | Generaal-majoor     | Gen Maj            | « Général »        |
| OF-6                  |                    |                    | Général de brigade   | Brigadegeneraal     | Bde Gen            | « Général »        |
| Officiers supérieurs  |                    |                    |                      |                     |                    |                    |
| OF-5                  |                    |                    | Colonel              | Kolonel             | Col                | « Colonel »        |
| OF-4                  |                    |                    | Lieutenant-colonel   | Luitenant-kolonel   | Lt Col             | « Colonel »        |
| OF-3                  |                    |                    | Major                | Majoor              | Maj                | « Major »          |
| Officiers subalternes |                    |                    |                      |                     |                    |                    |
| OF-3                  |                    |                    | Capitaine-commandant | Kapitein-commandant | Cdt                | « Commandant »     |
| OF-2                  |                    |                    | Capitaine            | Kapitein            | Capt Kapt          | « Capitaine »      |
| OF-1                  |                    |                    | Lieutenant           | Luitenant           | Lt                 | « Lieutenant »     |
| OF-1                  |                    |                    | Sous-lieutenant      | Onderluitenant      | SLt OLt            | « Lieutenant »     |

### Sous-officiers
| Sous-officiers supérieurs  | Sous-officiers supérieurs | Sous-officiers supérieurs | Sous-officiers supérieurs | Sous-officiers supérieurs | Sous-officiers supérieurs | Sous-officiers supérieurs |
| Rang OTAN                  | Insignes                  | Insignes                  | Désignation               | Désignation               | Abréviation               | Appellation               |
| Rang OTAN                  | Insignes                  | Insignes                  | français                  | néerlandais               | Abréviation               | Appellation               |
| -------------------------- | ------------------------- | ------------------------- | ------------------------- | ------------------------- | ------------------------- | ------------------------- |
| OR-9                       |                           |                           | Adjudant-major            | Adjudant-majoor           | Adjt Maj                  | « Adjudant-major »        |
| OR-9                       |                           |                           | Adjudant-chef             | Adjudant-chef             | Adjt Chef                 | « Adjudant-chef »         |
| Sous-officiers d'élite     |                           |                           |                           |                           |                           |                           |
| OR-8                       |                           |                           | Adjudant                  | Adjudant                  | Adjt                      | « Adjudant »              |
| OR-7                       |                           |                           | Premier sergent-major     | Eerste sergeant-majoor    | 1Sgt Maj                  | « Chef »                  |
| Sous-officiers subalternes |                           |                           |                           |                           |                           |                           |
| OR-6                       |                           |                           | Premier sergent-chef      | Eerste sergeant-chef      | 1Sgt Chef                 | « Chef »                  |
| OR-6                       |                           |                           | Premier sergent           | Eerste sergeant           | 1Sgt                      | « Chef »                  |
| OR-5                       |                           |                           | Sergent                   | Sergeant                  | Sgt                       | « Sergent »               |

### Volontaires
| Volontaires d'élite     | Volontaires d'élite | Volontaires d'élite | Volontaires d'élite  | Volontaires d'élite   | Volontaires d'élite | Volontaires d'élite      |
| Rang OTAN               | Insignes            | Insignes            | Désignation          | Désignation           | Abréviation         | Appellation              |
| Rang OTAN               | Insignes            | Insignes            | français             | néerlandais           | Abréviation         | Appellation              |
| ----------------------- | ------------------- | ------------------- | -------------------- | --------------------- | ------------------- | ------------------------ |
| OR-4                    |                     |                     | Premier caporal-chef | Eerste korporaal-chef | 1Cpl Chef 1Kpl Chef | « Premier caporal-chef » |
| OR-4                    |                     |                     | Caporal-chef         | Korporaal-chef        | Cpl Chef Kpl Chef   | « Caporal-chef »         |
| Volontaires subalternes |                     |                     |                      |                       |                     |                          |
| OR-3                    |                     |                     | Caporal              | Korporaal             | Cpl Kpl             | « Caporal »              |
| OR-2                    |                     |                     | Premier soldat       | Eerste soldaat        | 1Sdt                | « Premier soldat »       |
| OR-1                    |                     |                     | Soldat               | Soldaat               | Sdt                 | « Soldat »               |

Observations :
- les appellations de « brigadier » et de « maréchal des logis » s’appliquent aux personnels des unités dont les traditions sont liées à l’utilisation du cheval telle que la cavalerie et l’artillerie, elles sont donc également utilisées dans les unités logistiques issues du corps des transports et du ravitaillement[3] ; une suppression de ces appellations a été tentée en mars 2013, en ne conservant que les grades génériques, mais l'usage traditionnel persiste au sein de ces unités et les appellations de « sergent » et « caporal » semblent cantonnés à l'usage administratif ;
- le grade de « caporal-chef » des Forces armées belges est le 1er de la hiérarchie des volontaires d'élite dans les forces terrestre et aérienne et le service médical et le 4e grade dans la catégorie des volontaires de carrière ; il est immédiatement suivi du grade de « premier caporal-chef » qui représente le grade ultime de cette catégorie de personnel ; le « caporal de corps » existe également, qui n'est pas un grade mais une fonction exercée[4] par un « caporal-chef » ou un « premier caporal-chef » ; dans les unités traditionnellement montées, telle que la cavalerie, l'artillerie et certaines unités logistiques, le titre équivalent à celui de « caporal-chef » est « brigadier-chef » ; sans pour autant que ce soit la règle, les titulaires de ce grade sont souvent appelés « chef » ; le grade de « caporal-chef » consiste en 3 galons appointés vers le haut, le galon inférieur étant rouge, les 2 autres blancs ; le grade de « premier caporal-chef » consiste aussi en 2 galons blancs et 1 galon rouge appointés vers le haut, mais il comporte en plus 1 galon rouge en arc de cercle orienté vers le bas — en cela, il ressemble beaucoup au dessin du grade du Staff Sergeant de l'US Army mais en « version bi-colorisée » — ; le « caporal de corps » porte quant à lui le grade de « premier caporal-chef » avec en complément une couronne disposée au sommet.

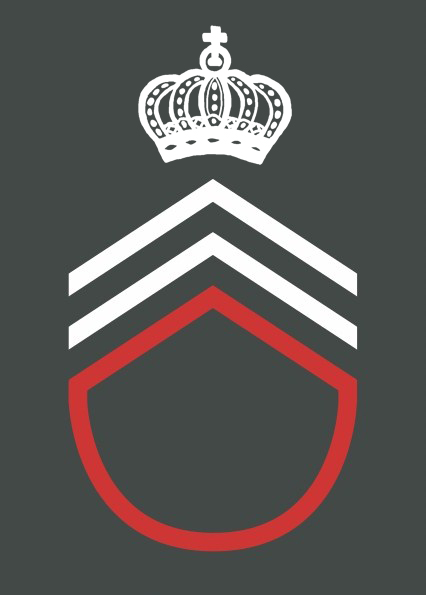
Grade de Caporal de corps de l'Armée belge

## Force aérienne

### Officiers
| Officiers généraux    | Officiers généraux | Officiers généraux | Officiers généraux                  | Officiers généraux                         | Officiers généraux | Officiers généraux |
| Rang OTAN             | Insignes           | Insignes           | Désignation                         | Désignation                                | Abréviation        | Appellation        |
| Rang OTAN             | Insignes           | Insignes           | français                            | néerlandais                                | Abréviation        | Appellation        |
| --------------------- | ------------------ | ------------------ | ----------------------------------- | ------------------------------------------ | ------------------ | ------------------ |
| OF-9                  |                    |                    | Général d'aviation (*)              | Generaal van het vliegwezen (*)            | Gen                | « Général »        |
| OF-8                  |                    |                    | Lieutenant général d'aviation (*)   | Luitenant-generaal van het vliegwezen (*)  | Lt Gen             | « Général »        |
| OF-7                  |                    |                    | Général-major d'aviation (*)        | Generaal-majoor van het vliegwezen (*)     | Gen Maj            | « Général »        |
| OF-6                  |                    |                    | Général de brigade d'aviation (*)   | Brigadegeneraal van het vliegwezen (*)     | Bde Gen            | « Général »        |
| Officiers supérieurs  |                    |                    |                                     |                                            |                    |                    |
| OF-5                  |                    |                    | Colonel d'aviation (*)              | Kolonel van het vliegwezen (*)             | Col                | « Colonel »        |
| OF-4                  |                    |                    | Lieutenant-colonel d'aviation (*)   | Luitenant-kolonel van het vliegwezen (*)   | Lt Col             | « Colonel »        |
| OF-3                  |                    |                    | Major d'aviation (*)                | Majoor van het vliegwezen (*)              | Maj                | « Major »          |
| Officiers subalternes |                    |                    |                                     |                                            |                    |                    |
| OF-3                  |                    |                    | Capitaine-commandant d'aviation (*) | Kapitein-commandant van het vliegwezen (*) | Cdt                | « Commandant »     |
| OF-2                  |                    |                    | Capitaine d'aviation (*)            | Kapitein van het vliegwezen (*)            | Capt Kapt          | « Capitaine »      |
| OF-1                  |                    |                    | Lieutenant d'aviation (*)           | Luitenant van het vliegwezen (*)           | Lt                 | « Lieutenant »     |
| OF-1                  |                    |                    | Sous-lieutenant d'aviation (*)      | Onderluitenant vanhet vliegwezen (*)       | SLt OLt            | « Lieutenant »     |

(*) : L'officier porte la qualité « aviateur » (néerlandais : vlieger) s'il est membre du personnel navigant au lieu « d'aviation ».

### Sous-officiers
| Sous-officiers supérieurs  | Sous-officiers supérieurs | Sous-officiers supérieurs | Sous-officiers supérieurs | Sous-officiers supérieurs | Sous-officiers supérieurs | Sous-officiers supérieurs |
| Rang OTAN                  | Insignes                  | Insignes                  | Désignation               | Désignation               | Abréviation               | Appellation               |
| Rang OTAN                  | Insignes                  | Insignes                  | français                  | néerlandais               | Abréviation               | Appellation               |
| -------------------------- | ------------------------- | ------------------------- | ------------------------- | ------------------------- | ------------------------- | ------------------------- |
| OR-9                       |                           |                           | Adjudant-major            | Adjudant-majoor           | Adjt Maj                  | « Adjudant-major »        |
| OR-9                       |                           |                           | Adjudant-chef             | Adjudant-chef             | Adjt Chef                 | « Adjudant-chef »         |
| Sous-officiers d'élite     |                           |                           |                           |                           |                           |                           |
| OR-8                       |                           |                           | Adjudant                  | Adjudant                  | Adjt                      | « Adjudant »              |
| OR-7                       |                           |                           | Premier sergent-major     | Eerste sergeant-majoor    | 1Sgt Maj                  | « Chef »                  |
| Sous-officiers subalternes |                           |                           |                           |                           |                           |                           |
| OR-6                       |                           |                           | Premier sergent-chef      | Eerste sergeant-chef      | 1Sgt Chef                 | « Chef »                  |
| OR-6                       |                           |                           | Premier sergent           | Eerste sergeant           | 1Sgt                      | « Chef »                  |
| OR-5                       |                           |                           | Sergent                   | Sergeant                  | Sgt                       | « Sergent »               |

### Volontaires
| Volontaires d'élite     | Volontaires d'élite | Volontaires d'élite | Volontaires d'élite  | Volontaires d'élite   | Volontaires d'élite | Volontaires d'élite      |
| Rang OTAN               | Insignes            | Insignes            | Désignation          | Désignation           | Abréviation         | Appellation              |
| Rang OTAN               | Insignes            | Insignes            | français             | néerlandais           | Abréviation         | Appellation              |
| ----------------------- | ------------------- | ------------------- | -------------------- | --------------------- | ------------------- | ------------------------ |
| OR-4                    |                     |                     | Premier caporal-chef | Eerste korporaal-chef | 1Cpl Chef 1Kpl Chef | « Premier caporal-chef » |
| OR-4                    |                     |                     | Caporal-chef         | Korporaal-chef        | Cpl Chef Kpl Chef   | « Caporal-chef »         |
| Volontaires subalternes |                     |                     |                      |                       |                     |                          |
| OR-3                    |                     |                     | Caporal              | Korporaal             | Cpl Kpl             | « Caporal »              |
| OR-2                    |                     |                     | Premier soldat       | Eerste soldaat        | 1Sdt                | « Premier soldat »       |
| OR-1                    |                     |                     | Soldat               | Soldaat               | Sdt                 | « Soldat »               |

## Marine
Voir aussi : Marine (Belgique)

### Officiers
Contrairement à ce qui se passe dans les armées de terre ou de l'air, dans la marine non seulement le grade d'un officier à qui l'on s'adresse n'est jamais précédé de « mon » mais en outre l'appellation est souvent différente du grade, ainsi :
- Un officier général de la marine (amiral de tout grade) est appelé Amiral ;
- Un officier de tout grade commandant en chef une unité, ou un capitaine de corvette, de frégate ou de vaisseau, est appelé Commandant ;
- Un lieutenant de vaisseau (de toute classe) est appelé Capitaine ;
- Un enseigne de vaisseau (de toute classe) est appelé Lieutenant.

Les termes correspondants sont utilisés en néerlandais et en allemand.
| Officiers généraux    | Officiers généraux | Officiers généraux | Officiers généraux                   | Officiers généraux          | Officiers généraux | Officiers généraux |
| Rang OTAN             | Insignes           | Insignes           | Désignation                          | Désignation                 | Abréviation        | Appellation        |
| Rang OTAN             | Insignes           | Insignes           | français                             | néerlandais                 | Abréviation        | Appellation        |
| --------------------- | ------------------ | ------------------ | ------------------------------------ | --------------------------- | ------------------ | ------------------ |
| OF-9                  |                    |                    | Amiral                               | Admiraal                    | ADM                | « Amiral »         |
| OF-8                  |                    |                    | Vice-amiral                          | Viceadmiraal                | VAM                | « Amiral »         |
| OF-7                  |                    |                    | Amiral de division                   | Divisieadmiraal             | DAM                | « Amiral »         |
| OF-6                  |                    |                    | Amiral de flottille                  | Flottieljeadmiraal          | ADF                | « Amiral »         |
| Officiers supérieurs  |                    |                    |                                      |                             |                    |                    |
| OF-5                  |                    |                    | Capitaine de vaisseau                | Kapitein-ter-zee            | CPV KTZ            | « Commandant »     |
| OF-4                  |                    |                    | Capitaine de frégate                 | Fregatkapitein              | CPF FKP            | « Commandant »     |
| OF-3                  |                    |                    | Capitaine de corvette                | Korvetkapitein              | CPC KVK            | « Commandant »     |
| Officiers subalternes |                    |                    |                                      |                             |                    |                    |
| OF-3                  |                    |                    | Lieutenant de vaisseau de 1re classe | Luitenant-ter-zee 1e klasse | 1LV 1LZ            | « Commandant »     |
| OF-2                  |                    |                    | Lieutenant de vaisseau               | Luitenant-ter-zee           | LDV LTZ            | « Capitaine »      |
| OF-1                  |                    |                    | Enseigne de vaisseau                 | Vaandrig-ter-zee            | EDV VTZ            | « Lieutenant »     |
| OF-1                  |                    |                    | Enseigne de vaisseau de 2e classe    | Vaandrig-ter-zee 2e klasse  | 2EV 2VZ            | « Lieutenant »     |

### Sous-officiers
| Sous-officiers supérieurs  | Sous-officiers supérieurs | Sous-officiers supérieurs | Sous-officiers supérieurs | Sous-officiers supérieurs | Sous-officiers supérieurs | Sous-officiers supérieurs |
| Rang OTAN                  | Insignes                  | Insignes                  | Désignation               | Désignation               | Abréviation               | Appellation               |
| Rang OTAN                  | Insignes                  | Insignes                  | français                  | néerlandais               | Abréviation               | Appellation               |
| -------------------------- | ------------------------- | ------------------------- | ------------------------- | ------------------------- | ------------------------- | ------------------------- |
| OR-9                       |                           |                           | Maître principal-chef     | Oppermeester-chef         | MPC OCM                   | « Chef »                  |
| OR-9                       |                           |                           | Maître principal          | Oppermeester              | 1MP 1OM                   | « Chef »                  |
| Sous-officiers d'élite     |                           |                           |                           |                           |                           |                           |
| OR-8                       |                           |                           | Premier maître-chef       | Eerste meester-chef       | 1MC                       | « Chef »                  |
| OR-7                       |                           |                           | Premier maître            | Eerste meester            | 1MR                       | « Chef »                  |
| Sous-officiers subalternes |                           |                           |                           |                           |                           |                           |
| OR-6                       |                           |                           | Maître-chef               | Meester-chef              | MTC                       | « Chef »                  |
| OR-6                       |                           |                           | Maître                    | Meester                   | MTR                       | « Chef »                  |
| OR-5                       |                           |                           | Second maître             | Tweede meester            | 2MR                       | « Chef »                  |

### Volontaires
| Volontaires d'élite     | Volontaires d'élite | Volontaires d'élite | Volontaires d'élite          | Volontaires d'élite         | Volontaires d'élite | Volontaires d'élite              |
| Rang OTAN               | Insignes            | Insignes            | Désignation                  | Désignation                 | Abréviation         | Appellation                      |
| Rang OTAN               | Insignes            | Insignes            | français                     | néerlandais                 | Abréviation         | Appellation                      |
| ----------------------- | ------------------- | ------------------- | ---------------------------- | --------------------------- | ------------------- | -------------------------------- |
| OR-4                    |                     |                     | Premier quartier-maître-chef | Eerste kwartiermeester-chef | 1KMC                | « Premier quartier-maître-chef » |
| OR-4                    |                     |                     | Quartier-maître-chef         | Kwartiermeester-chef        | KMC                 | « Quartier maître-chef »         |
| Volontaires subalternes |                     |                     |                              |                             |                     |                                  |
| OR-3                    |                     |                     | Quartier-maître              | Kwartiermeester             | KMT                 | « Quartier-maître »              |
| OR-2                    |                     |                     | Premier matelot              | Eerste matroos              | 1MT                 | « Premier matelot »              |
| OR-1                    |                     |                     | Matelot                      | Matroos                     | MT                  | « Matelot »                      |

## Service médical
Les insignes de grades se portent aux épaules avec l'uniforme de travail, et sur la poitrine avec l'uniforme de campagne. Sur la tenue de cérémonie, ils sont portés sur les manches, sans le caducée ; celui-ci est porté, sur fond de la couleur distinctive des spécialités, sur les revers du col.

### Officiers
Les couleurs distinctives sont : le rouge pour les officiers médecins, le vert émeraude pour les officiers pharmaciens, le violet pour les officiers dentistes et le bleu outremer pour les officiers vétérinaires. Pour ces officiers, membres du corps technique médical, l'appellation du grade est précédée de la désignation de la spécialité : « médecin capitaine », « pharmacien commandant », « dentiste lieutenant-colonel », « vétérinaire major ». Le noir revient aux officiers du corps de support, aux sous-officiers et aux volontaires. Les couleurs distinctives se retrouvent sur l'écusson portant le caducée, entouré de feuilles de chêne et de laurier chez les officiers (pour les officiers pharmaciens : le calice et le serpent).
| Officiers généraux    | Officiers généraux | Officiers généraux | Officiers généraux   | Officiers généraux  | Officiers généraux | Officiers généraux |
| Rang OTAN             | Insignes           | Insignes           | Désignation          | Désignation         | Abréviation        | Appellation        |
| Rang OTAN             | Insignes           | Insignes           | français             | néerlandais         | Abréviation        | Appellation        |
| --------------------- | ------------------ | ------------------ | -------------------- | ------------------- | ------------------ | ------------------ |
| OF-9                  |                    |                    | Général              | Generaal            | Gen                | « Général »        |
| OF-8                  |                    |                    | Lieutenant général   | Luitenant-generaal  | Lt Gen             | « Général »        |
| OF-7                  |                    |                    | Général-major        | Generaal-majoor     | Gen Maj            | « Général »        |
| OF-6                  |                    |                    | Général de brigade   | Brigadegeneraal     | Bde Gen            | « Général »        |
| Officiers supérieurs  |                    |                    |                      |                     |                    |                    |
| OF-5                  |                    |                    | Colonel              | Kolonel             | Col                | « Colonel »        |
| OF-4                  |                    |                    | Lieutenant-colonel   | Luitenant-kolonel   | Lt Col             | « Colonel »        |
| OF-3                  |                    |                    | Major                | Majoor              | Maj                | « Major »          |
| Officiers subalternes |                    |                    |                      |                     |                    |                    |
| OF-3                  |                    |                    | Capitaine-commandant | Kapitein-commandant | Cdt                | « Commandant »     |
| OF-2                  |                    |                    | Capitaine            | Kapitein            | Capt Kapt          | « Capitaine »      |
| OF-1                  |                    |                    | Lieutenant           | Luitenant           | Lt                 | « Lieutenant »     |
| OF-1                  |                    |                    | Sous-lieutenant      | Onderluitenant      | SLt OLt            | « Lieutenant »     |

### Sous-officiers
| Sous-officiers supérieurs  | Sous-officiers supérieurs | Sous-officiers supérieurs | Sous-officiers supérieurs | Sous-officiers supérieurs | Sous-officiers supérieurs | Sous-officiers supérieurs |
| Rang OTAN                  | Insignes                  | Insignes                  | Désignation               | Désignation               | Abréviation               | Appellation               |
| Rang OTAN                  | Insignes                  | Insignes                  | français                  | néerlandais               | Abréviation               | Appellation               |
| -------------------------- | ------------------------- | ------------------------- | ------------------------- | ------------------------- | ------------------------- | ------------------------- |
| OR-9                       |                           |                           | Adjudant-major            | Adjudant-majoor           | Adjt Maj                  | « Adjudant-major »        |
| OR-9                       |                           |                           | Adjudant-chef             | Adjudant-chef             | Adjt Chef                 | « Adjudant-chef »         |
| Sous-officiers d'élite     |                           |                           |                           |                           |                           |                           |
| OR-8                       |                           |                           | Adjudant                  | Adjudant                  | Adjt                      | « Adjudant »              |
| OR-7                       |                           |                           | Premier sergent-major     | Eerste sergeant-majoor    | 1Sgt Maj                  | « Chef »                  |
| Sous-officiers subalternes |                           |                           |                           |                           |                           |                           |
| OR-6                       |                           |                           | Premier sergent-chef      | Eerste sergeant-chef      | 1Sgt Chef                 | « Chef »                  |
| OR-6                       |                           |                           | Premier sergent           | Eerste sergeant           | 1Sgt                      | « Chef »                  |
| OR-5                       |                           |                           | Sergent                   | Sergeant                  | Sgt                       | « Sergent »               |

### Volontaires
| Volontaires d'élite     | Volontaires d'élite | Volontaires d'élite | Volontaires d'élite  | Volontaires d'élite   | Volontaires d'élite | Volontaires d'élite      |
| Rang OTAN               | Insignes            | Insignes            | Désignation          | Désignation           | Abréviation         | Appellation              |
| Rang OTAN               | Insignes            | Insignes            | français             | néerlandais           | Abréviation         | Appellation              |
| ----------------------- | ------------------- | ------------------- | -------------------- | --------------------- | ------------------- | ------------------------ |
| OR-4                    |                     |                     | Premier caporal-chef | Eerste korporaal-chef | 1Cpl Chef 1Kpl Chef | « Premier caporal-chef » |
| OR-4                    |                     |                     | Caporal-chef         | Korporaal-chef        | Cpl Chef Kpl Chef   | « Caporal-chef »         |
| Volontaires subalternes |                     |                     |                      |                       |                     |                          |
| OR-3                    |                     |                     | Caporal              | Korporaal             | Cpl Kpl             | « Caporal »              |
| OR-2                    |                     |                     | Premier soldat       | Eerste soldaat        | 1Sdt                | « Premier soldat »       |
| OR-1                    |                     |                     | Soldat               | Soldaat               | Sdt                 | « Soldat »               |

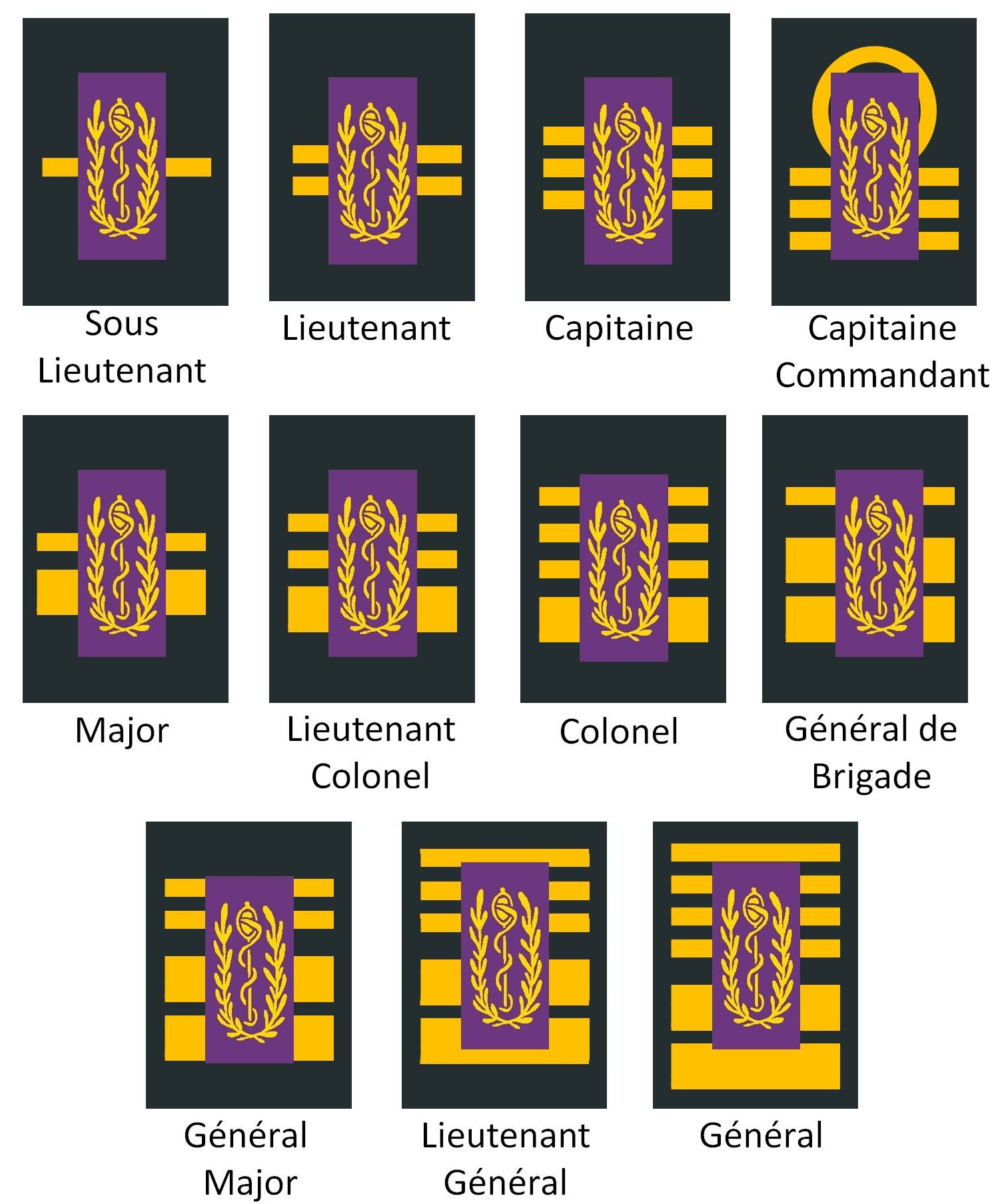
Dentistes
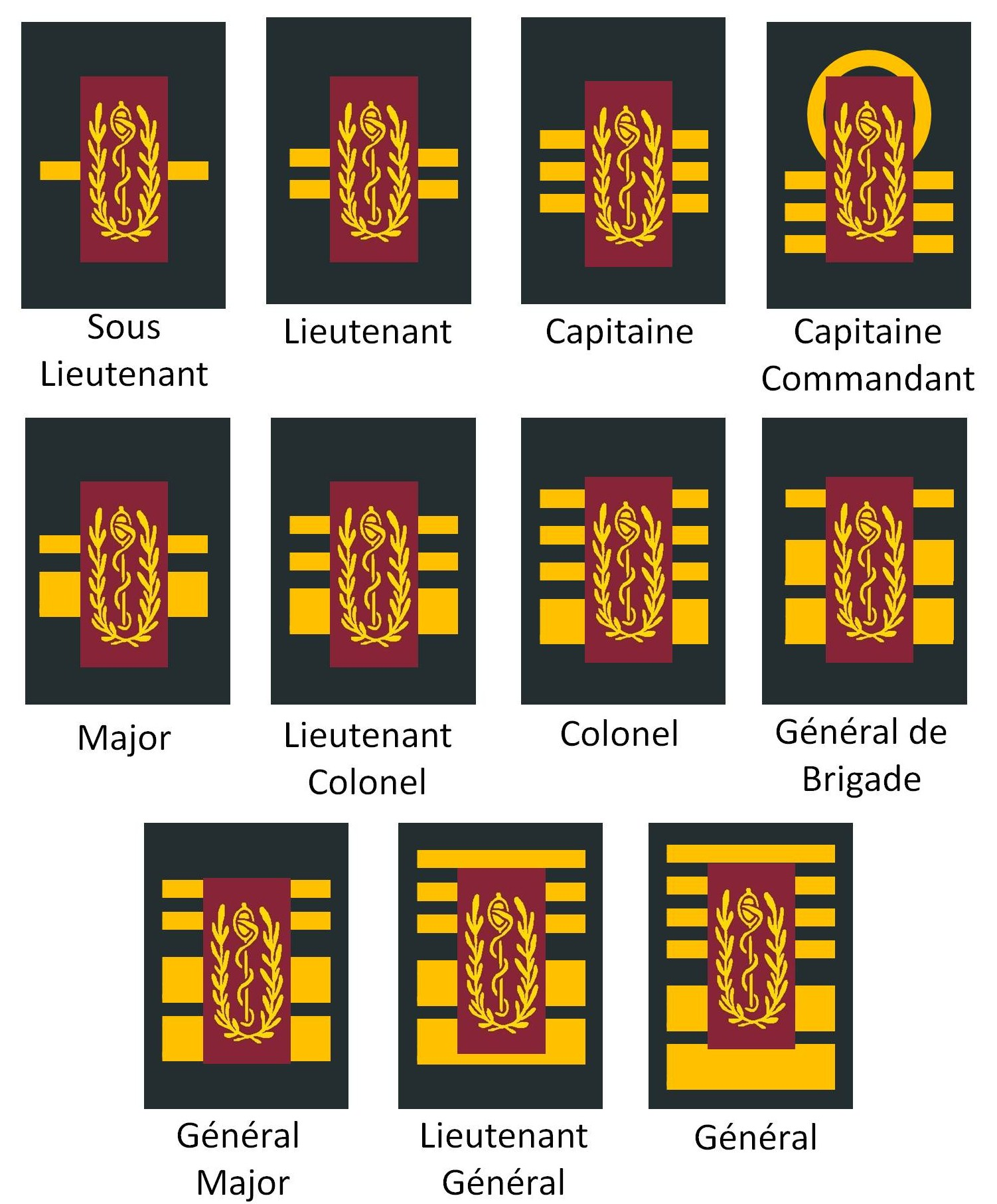
Médecins
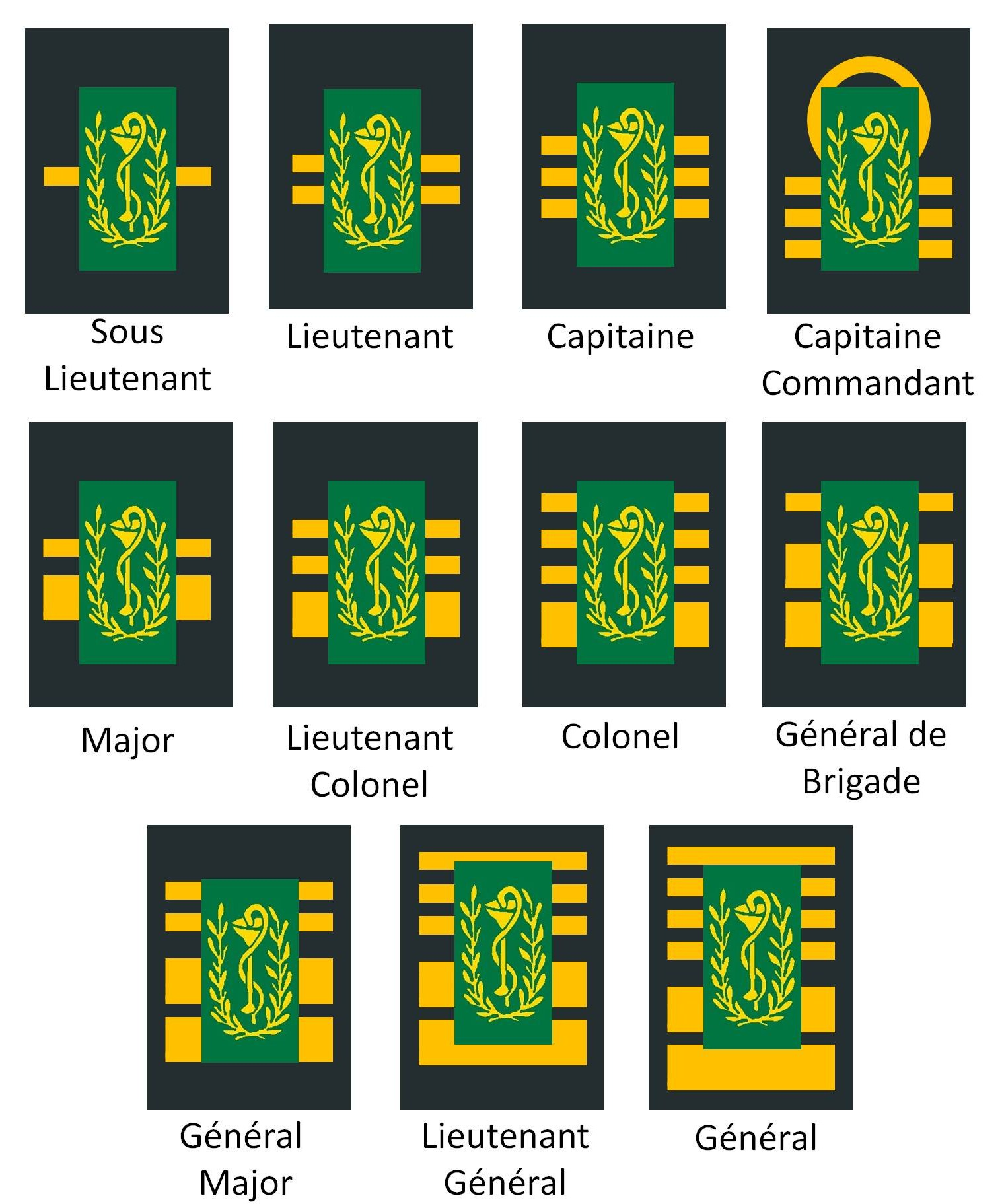
Pharmaciens
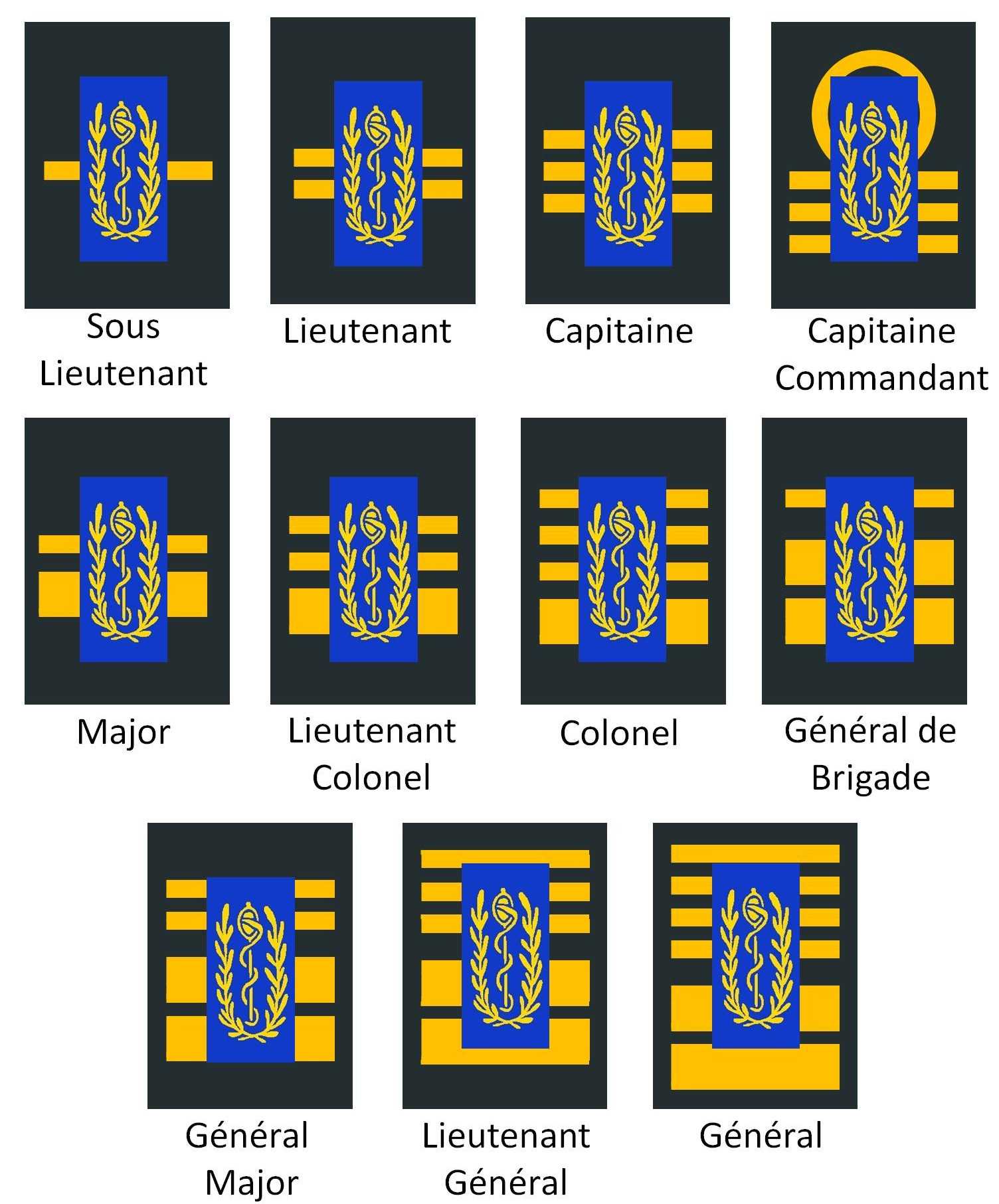
Médecins vétérinaires
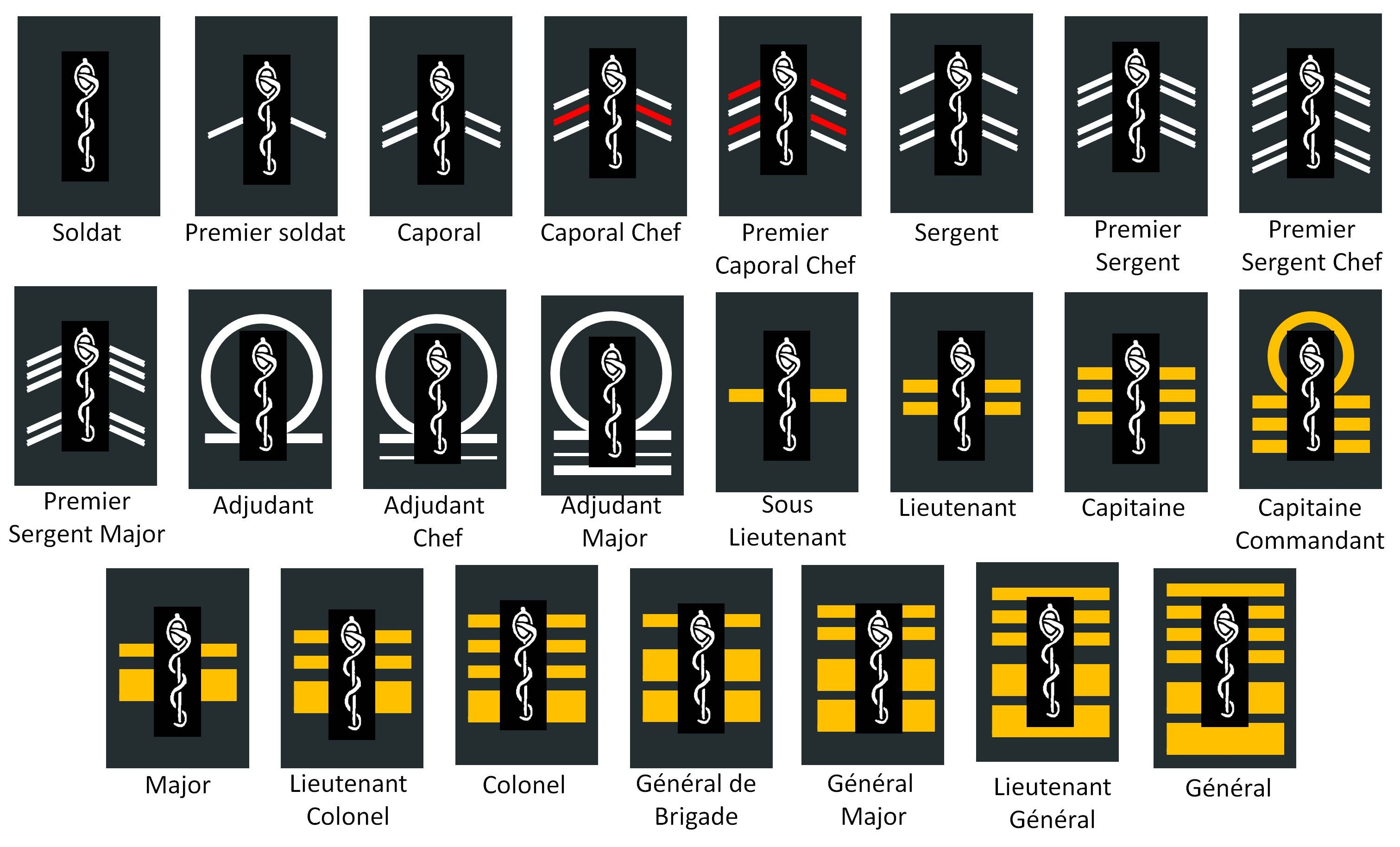
Corps de support médical